# A Day at the Races
A Day at the Races – album brytyjskiego zespołu rockowego Queen, wydany w 1976 r. Jego tytuł jest nawiązaniem do poprzedniego albumu grupy – A Night at the Opera. Oba są tytułami filmów braci Marx. Album uzyskał w USA status podwójnej platynowej płyty, co oznacza sprzedaż ponad 2 000 000 sztuk.
8 lipca 2009 r. wydawnictwo uzyskało status platynowej płyty w Polsce.

## Lista utworów
| 1.  | „Tie Your Mother Down” (May)                  | 4:47  |
|     |                                               |       |
| 2.  | „You Take My Breath Away” (Mercury)           | 5:08  |
|     |                                               |       |
| 3.  | „Long Away” (May)                             | 3:33  |
|     |                                               |       |
| 4.  | „The Millionaire Waltz” (Mercury)             | 4:54  |
|     |                                               |       |
| 5.  | „You and I” (Deacon)                          | 3:25  |
|     |                                               |       |
| 6.  | „Somebody to Love” (Mercury)                  | 4:56  |
|     |                                               |       |
| 7.  | „White Man” (May)                             | 4:59  |
|     |                                               |       |
| 8.  | „Good Old-Fashioned Lover Boy” (Mercury)      | 2:54  |
|     |                                               |       |
| 9.  | „Drowse” (Taylor)                             | 3:45  |
|     |                                               |       |
| 10. | „Teo Torriatte (Let Us Cling Together)” (May) | 5:57  |
|     |                                               |       |
|     |                                               | 44:18 |
|     |                                               |       |

## Wydania
Na reedycji płyty wydanej przez Hollywood Records w 1991 znalazły się dodatkowo utwory:
| 1. | „Tie Your Mother Down” (1991 remix) (May) | 3:44  |
|    |                                           |       |
| 2. | „Somebody To Love” (1991 remix) (Mercury) | 5:00  |
|    |                                           |       |
|    |                                           | 08:44 |
|    |                                           |       |